# New Berlin (Pennsilvània)
New Berlin és una població dels Estats Units a l'estat de Pennsilvània. Segons el cens del 2000 tenia 838 habitants.

## Demografia
Segons el cens del 2000, New Berlin tenia 838 habitants, 333 habitatges, i 243 famílies. La densitat de població era de 719 habitants/km².
Dels 333 habitatges en un 34,8% hi vivien nens de menys de 18 anys, en un 62,5% hi vivien parelles casades, en un 8,4% dones solteres, i en un 27% no eren unitats familiars. En el 23,1% dels habitatges hi vivien persones soles el 10,8% de les quals corresponia a persones de 65 anys o més que vivien soles. El nombre mitjà de persones vivint en cada habitatge era de 2,52 i el nombre mitjà de persones que vivien en cada família era de 2,98.
Per edats la població es repartia de la següent manera: un 27,8% tenia menys de 18 anys, un 5,1% entre 18 i 24, un 32,3% entre 25 i 44, un 22,9% de 45 a 60 i un 11,8% 65 anys o més.
L'edat mediana era de 37 anys. Per cada 100 dones de 18 o més anys hi havia 91,5 homes.
La renda mediana per habitatge era de 33.523 $ i la renda mediana per família de 39.000 $. Els homes tenien una renda mediana de 28.875 $ mentre que les dones 21.528 $. La renda per capita de la població era de 16.547 $. Entorn del 6,3% de les famílies i el 7,7% de la població estaven per davall del llindar de pobresa.

## Poblacions més properes
El següent diagrama mostra les poblacions més properes.